# رومینا لوریتو
رومینا لوریتو (به انگلیسی: Romina Laurito) ژیمناست زادهٔ ۴ مه ۱۹۸۷ میلادی اهل کشور ایتالیا است.